# Madison Hughes

b Matchs officiels uniquement.
Dernière mise à jour le 8 février 2017.
Madison Hughes, né le 26 octobre 1992 à Epsom (Angleterre), est un joueur anglo-américain de rugby à sept et à XV. Il joue depuis 2013 avec l'équipe des États-Unis de rugby à sept avec qui il dispute les World Series et les Jeux olympiques, et depuis 2016 avec l'équipe nationale de rugby à XV.

## Biographie

### Jeunesse et formation
Madison Hughes est né le 26 octobre 1992 à Epsom, dans la région urbaine de Londres, en Angleterre. Il grandit en Angleterre est commence le rugby à l'âge de 7 ans. Né d'un père anglais et d'une mère américaine originaire de Boston dans le Massachusetts,, Madison Hughes part au Dartmouth College dans le New Hampshire aux États-Unis.
En 2015, il est diplômé en histoire dans son université.

### Carrière
Madison Hughes est sélectionné pour la première fois avec l'équipe de rugby à sept des États-Unis en 2013-2014 où il prend part à quatre étapes du circuit mondial. Il devient capitaine de l'équipe au cours de la saison 2014-2015. À la fin de cette saison 2015, les États-Unis remporte le premier tournoi de leur histoire à Londres en battant en finale les australiens (45-22). La saison suivante, Madison Hughes termine en tête du classement des meilleurs marqueurs de points avec 331 points inscrits sur la saison, soit un point de plus que le Sud-africain Seabelo Senatla.
Il participe également aux premiers Jeux olympiques de l'histoire du rugby à sept, où les États-Unis termine à la neuvième place. En novembre 2016, il est retenu pour la première fois avec l'équipe des États-Unis de rugby à XV en tant qu'arrière. Il joue ainsi son premier match face aux Maoris de Nouvelle-Zélande.

## Statistiques en équipe nationale
- 3 matches joués (2 titularisations), 0 points inscrits[12].

## Palmarès

### Collectif
- Londres 2015
- Dubai 2015

### Distinctions personnelles
- Meilleur marqueur des World Series 2016 avec 331 points